# Barro tal vez
«Barro tal vez» es una canción compuesta por el músico argentino Luis Alberto Spinetta en 1965, cuando tenía 15 años, y que fue incluida en el álbum Kamikaze de 1982, álbum ubicado en la posición n.º 24 de la lista de los 100 mejores discos del rock argentino por la revista Rolling Stone.
La canción fue seleccionada por Spinetta para interpretar en el concierto unplugged de la cadena MTV, denominado Estrelicia (1997), donde realiza una versión estrictamente solista, acompañándose con una guitarra acústica y un piano Rhodes.
El tema también fue elegido por la cantante folklórica Mercedes Sosa para ser incluido en su álbum de duetos Cantora, un viaje íntimo, cantado a dúo con Spinetta.
En 2023, la cantante Ligia Piro (hija de Susana Rinaldi) cantó la canción junto al pianista Juan Esteban Cuacci por los 29 años del Atentado a la AMIA, dedicado a Germán Parsons.

## La canción
La canción está incluida como sexto track (último del lado A) del álbum Kamikaze grabado como solista por Luis Alberto Spinetta, acompañado por su propia guitarra acústica Ovation clásica y Diego Rapoport en piano Rhodes. Es uno de los grandes temas de Spinetta.
Es la más antigua de las canciones interpretadas públicamente por Spinetta, compuesta en 1965, cuando tenía quince años, en la que el músico expresa el significado existencial de componer y cantar sus canciones, hasta el punto de fusionarse con la música y volverse canción, "barro tal vez".
Se trata de una zamba con aire de rock iniciada con una combinación de acordes re menor-sol mayor, que rompe la forma de zamba en mitad del estribillo, justamente para pronunciar el título de la canción, "barro tal vez".
Durante toda la canción se escucha un fondo de grillos, perfectamente audibles al inicio, debido a que el tema fue grabado en el jardín de noche. Spinetta hace una referencia a esto en uno de los textos del sobre interior del disco, donde dice "los grillos y las ranas en múltiples estéreos para la zamba final".
El músico Mex Urtizberea ha dicho de esta canción:

El tema de Spinetta para mí es “Barro tal vez”. Me impresionó mucho desde siempre: lo compuso muy joven, tengo entendido que a los 14 años. No entendía bien cómo alguien a esa edad podía escribir algo así... En realidad, lo fui a ver bastante a Spinetta en general. “Barro tal vez” me volvía loco. La primera vez que la escuché fue en el auditorio de la Universidad de Belgrano, en la calle Federico Lacroze. Debe haber sido en el ’79, ’80, por ahí. Había shows. Y él fue a tocar un par de veces, solo con la guitarra. Fui a verlo las dos veces y “Barro tal vez” me partió la cabeza las dos veces... Era muy raro que escriba algo así. Y divino a la vez. Me mató, no lo podía creer. Como no se había editado todavía, seguía manteniéndola en mi cabeza, porque me había encantado, tocándola o sacando los acordes. La canción parece simple, pero es muy profunda. Todo lo que le va pasando con la música y con lo que tiene para decir. Es una canción muy genuina de su obra: esas melodías divinas y esas letras de un vuelo poético que te tiene que gustar, porque es muy particular.
Mex Urtizberea

La canción fue uno de los dos temas (con "Ella también") que Spinetta interpretó durante su actuación en el Festival de la Solidaridad Latinoamericana, durante la Guerra de Malvinas.